# 劉奇蘭
劉奇蘭（1819年—1889年，一說1832年－1905年），字奇翡，清朝直隸省深縣（今中國河北省深州市）人，清末武術家，李洛能八大弟子之一，精十二形的龍形，絶技為「龍形搜骨」。為河北派形意拳最主要的傳承者之一。

## 生平
劉奇蘭家中為書香門第，為當地望族。頗通書墨，兼擅武術。拜李洛能為師，學習形意拳，為其八大弟子之一。其為人寛宏，有長者之風，家中經常有人前來拜訪，討論拳術，常在交談之後即大為拜服，要求成為他的弟子。
劉奇蘭一系，重視五行拳，但與山西派不同，很少練習十二形，隨個人天賦，至多只取其中一二形來練習。重視身法與腿法，故其門下多以身法快捷而聞名。
劉奇蘭樂於指導後進，如孫祿堂等人，皆曾上門問學，接受他的指導。

## 家庭
其子劉殿臣。

## 弟子
弟子中，以李存義、耿誠信、周誠泰最為著名。其弟子李存義，創天津中華武士會，將形意拳推廣到全國，使得劉奇蘭這一系成為形意拳中最盛。